# Hipodermična igla
Hipodermična igla (tudi: učinek drežljaj-odziv)je v medijskih študijah koncept, da mediji neposredno učinkujejo na pasivna občinstva.